# Rockfield Studios
Rockfield Studios je nahrávací studio ležící nedaleko vesnice Rockfield na jihovýchodě Walesu. Založili jej bratři Kingsley a Charles Wardovi v roce 1963. Bylo vůbec prvním „rezidenčním“ studiem na světě, v němž hudebníci mohli během nahrávání pobývat. Hudebník Dave Edmunds zde v roce 1970 nahrál svůj velký hit „I Hear You Knocking“. Později zde nahrávala řada známých hudebníků a kapel, mezi něž patří například Oasis, Queen, Budgie, Van der Graaf Generator, Iggy Pop, Manic Street Preachers a Rush.